# Джонсон, Кори (боксёр)
Кори Джонсон (англ. Corey Johnson, родился 10 мая 1971 в Детройте, США) — американский боксёр-профессионал, выступающий в полусреднем (welterweght) весе.